# Credo Ortodoxo

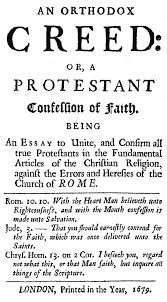
Capa do Credo Ortodoxo, publicado em 1679.

O Credo Ortodoxo, também conhecido como a Confissão de Fé Ortodoxa, abreviadamente a Confissão Ortodoxa, ou ainda como Credo de Buckingham ou como Confissão de Fé Batista de 1679 (nos tempos modernos), é uma confissão de fé batista geral.   Elaborado após uma assembleia regional batista realizada em Buckinghamshire em 1678, o Credo Ortodoxo pretendia ser um credo oficial da Assembleia Geral dos Batistas Gerais na Inglaterra; foi adotado pelas Associações Batistas de Buckinghamshire, Hertfordshire, Bedfordshire e Oxfordshire, e foi influente nas igrejas batistas na Inglaterra e na América. 

## Conteúdo
A Confissão Ortodoxa é organizada como um "resumo para unir e confirmar todos os verdadeiros protestantes nos artigos fundamentais da religião cristã". A Confissão inclui 50 artigos sobre o Deus Trino, cristologia, predestinação,  teologia da aliança (ensinando o federalismo batista ), livre-arbítrio, justificação e santificação, sabatismo dominical, sacramentologia eucarística, batismo, Credo Niceno, Credo Atanasiano, Credo dos Apóstolos e muitas outras doutrinas e práticas.